# باریچ (گولوباتس)
باریچ (به صربی: Barič) یک منطقهٔ مسکونی در صربستان است که در گولوباک واقع شده‌است. باریچ ۴۶۴ نفر جمعیت دارد.